# Association of Commonwealth Universities
Die Association of Commonwealth Universities (kurz: ACU), deutsch: Die Vereinigung der Universitäten des Commonwealth, wurde 1913 gegründet und hat heute über 500 Mitglieder in über 40 Ländern des Commonwealth. Die ACU ist das älteste internationale Netzwerk von Universitäten der Welt. Ihr Zweck ist die Förderung von exzellenter Ausbildung zum Wohle der Gesellschaft und ihrer Personen im Commonwealth. Die in ihr repräsentierten Staaten haben 3 Milliarden Einwohner.
Die Association of Commonwealth Universities wird von ihren Mitgliedsinstitutionen durch einen gewählten Vorstand verwaltet. Die ACU ist eine registrierte, gemeinnützige Organisation mit Sitz in London, Vereinigtes Königreich.

## Geschichte
1912 veranstaltete die University of London eine Versammlung von 53 Repräsentanten der Londoner Universitäten, um einen Kongress der Universitäten des Empire (Congress of Universities of the Empire) abzuhalten. Im Rahmen dessen wurde eine Informationsstelle (bureau of information) gegründet. Ein Committee sollte die Universitäten in England und in den Kolonien vertreten. 1913 wurde es offizielle als Büro der Universitäten des British Empire eröffnet. 1948 wurde der Name geändert in Association of Universities of the British Commonwealth, und 1963 in seine heutige Form.
1986 wurde Queen Elizabeth II die Patronin der ACU. 2019 wurde Meghan, Duchess of Sussex ebenfalls Patronin der ACU. Die Rolle behielt sie bis Februar 2021 bei.

## Mitgliedschaft
Derzeit werden 506 Mitglieder aus 41 Staaten als Mitglied geführt.

### Kriterien
Es gibt volle und assoziierte Mitglieder, letztere haben kein Stimmrecht. Volle Mitglieder müssen:
- Ihren rechtlichen Sitz im Commonwealth haben, oder alternativ beim Austritt ihres Heimatlands aus dem Commonwealth aktiv einen Verbleib im ACU beschlossen haben.
- Die Genehmigung besitzen, universitäre Ausbildung anzubieten, und eigene Abschlüsse zu verleihen.
- Mindestens 250 Vollzeitstudenten oder ein Äquivalent an Teilzeitstudenten unterrichten, von denen die Hälfte einen vollwertigen Universitätsabschluss anstrebt.
- Mindestens eine volle Kohorte an Studenten ausgebildet haben.

Für assoziierte Mitglieder sind die Anforderungen ähnlich, außer, dass auch anstatt wieder Abschlüsse solche einer assoziierten Partnerinstitution aus dem ACU verliehen werden dürfen.

### Mitglieder
| Universität                                                                         | Land                           |
| ----------------------------------------------------------------------------------- | ------------------------------ |
| Charles Sturt University                                                            | Australien                     |
| Curtin University                                                                   | Australien                     |
| Edith Cowan University                                                              | Australien                     |
| Griffith University                                                                 | Australien                     |
| Macquarie University                                                                | Australien                     |
| Murdoch University                                                                  | Australien                     |
| RMIT University                                                                     | Australien                     |
| University of Adelaide                                                              | Australien                     |
| University of Newcastle                                                             | Australien                     |
| University of Canberra                                                              | Australien                     |
| University of Melbourne                                                             | Australien                     |
| University of Southern Queensland                                                   | Australien                     |
| University of Sydney                                                                | Australien                     |
| University of Tasmania                                                              | Australien                     |
| University of the Sunshine Coast                                                    | Australien                     |
| University of Wollongong                                                            | Australien                     |
| University of New South Wales                                                       | Australien                     |
| Western Sydney University                                                           | Australien                     |
| Asian University for Women                                                          | Bangladesch                    |
| Bangabandhu Sheikh Mujibur Rahman Agricultural University                           | Bangladesch                    |
| Bangladesh Agricultural University                                                  | Bangladesch                    |
| Bangladesh Open University                                                          | Bangladesch                    |
| Bangladesh University of Business and Technology                                    | Bangladesch                    |
| Bangladesh University of Engineering and Technology                                 | Bangladesch                    |
| BGMEA University of Fashion & Technology                                            | Bangladesch                    |
| Daffodil International University                                                   | Bangladesch                    |
| International Islamic University, Chittagong                                        | Bangladesch                    |
| International University of Business Agriculture and Technology                     | Bangladesch                    |
| Islamic University, Bangladesh                                                      | Bangladesch                    |
| Jahangirnagar University                                                            | Bangladesch                    |
| Khulna University                                                                   | Bangladesch                    |
| Metropolitan University, Sylhet                                                     | Bangladesch                    |
| Shahjalal University of Science and Technology                                      | Bangladesch                    |
| Southern University, Bangladesh                                                     | Bangladesch                    |
| University of Asia Pacific                                                          | Bangladesch                    |
| University of Chittagong                                                            | Bangladesch                    |
| University of Dhaka                                                                 | Bangladesch                    |
| World University of Bangladesh                                                      | Bangladesch                    |
| University of the West Indies at Cave Hill                                          | Barbados                       |
| University of Botswana                                                              | Botswana                       |
| Sultan Sharif Ali Islamic University                                                | Brunei                         |
| University of Technology Brunei                                                     | Brunei                         |
| The University of Bamenda                                                           | Kamerun                        |
| University of Buea                                                                  | Kamerun                        |
| University of Yaounde I                                                             | Kamerun                        |
| Athabasca University                                                                | Kanada                         |
| Dalhousie University                                                                | Kanada                         |
| Kwantlen Polytechnic University                                                     | Kanada                         |
| MacEwan University                                                                  | Kanada                         |
| McGill University                                                                   | Kanada                         |
| McMaster University                                                                 | Kanada                         |
| Memorial University of Newfoundland                                                 | Kanada                         |
| Queen’s University at Kingston                                                      | Kanada                         |
| Toronto Metropolitan University                                                     | Kanada                         |
| University of Alberta                                                               | Kanada                         |
| University of British Columbia                                                      | Kanada                         |
| University of Calgary                                                               | Kanada                         |
| University of Guelph                                                                | Kanada                         |
| University of Lethbridge                                                            | Kanada                         |
| University of Manitoba                                                              | Kanada                         |
| University of Northern British Columbia                                             | Kanada                         |
| University of Ontario Institute of Technology                                       | Kanada                         |
| University of Ottawa                                                                | Kanada                         |
| University of Regina                                                                | Kanada                         |
| University of Saskatchewan                                                          | Kanada                         |
| University of Toronto                                                               | Kanada                         |
| University of Waterloo                                                              | Kanada                         |
| Vancouver Island University                                                         | Kanada                         |
| Western University                                                                  | Kanada                         |
| York University                                                                     | Kanada                         |
| Cyprus Institute of Marketing                                                       | Zypern                         |
| The Philips College                                                                 | Zypern                         |
| University of Nicosia                                                               | Zypern                         |
| All Saints University School of Medicine                                            | Dominica                       |
| University of Eswatini                                                              | Eswatini                       |
| Fiji National University                                                            | Fidschi                        |
| University of Fiji                                                                  | Fidschi                        |
| The University of the South Pacific                                                 | Fidschi                        |
| Ghana Institute of Management and Public Administration                             | Ghana                          |
| Kumasi Polytechnic                                                                  | Ghana                          |
| Kwame Nkrumah University of Science and Technology                                  | Ghana                          |
| University for Development Studies                                                  | Ghana                          |
| University of Cape Coast                                                            | Ghana                          |
| University of Education Winneba                                                     | Ghana                          |
| University of Ghana                                                                 | Ghana                          |
| University of Mines and Technology                                                  | Ghana                          |
| University of Professional Studies, Accra                                           | Ghana                          |
| Valley View University                                                              | Ghana                          |
| University of Gibraltar                                                             | Gibraltar                      |
| Texila American University                                                          | Guyana                         |
| University of Guyana                                                                | Guyana                         |
| Chinese University of Hong Kong                                                     | Hongkong                       |
| City University of Hong Kong                                                        | Hongkong                       |
| The University of Hong Kong                                                         | Hongkong                       |
| University of Allahabad                                                             | Indien                         |
| Academy of Scientific and Innovative Research                                       | Indien                         |
| Acharya Nagarjuna University                                                        | Indien                         |
| Alagappa University                                                                 | Indien                         |
| Aligarh Muslim University                                                           | Indien                         |
| Amity University, Noida                                                             | Indien                         |
| Amity University Rajasthan                                                          | Indien                         |
| Andhra University                                                                   | Indien                         |
| Annamalai University                                                                | Indien                         |
| Apeejay Stya University                                                             | Indien                         |
| Awadhesh Pratap Singh University                                                    | Indien                         |
| Bhagat Phool Singh Mahila Vishwavidyalaya                                           | Indien                         |
| B.S. Abdur Rahman Crescent Institute of Science and Technology                      | Indien                         |
| Baba Farid University of Health Sciences                                            | Indien                         |
| Babasaheb Bhimrao Ambedkar University                                               | Indien                         |
| Banasthali University                                                               | Indien                         |
| Bangalore University                                                                | Indien                         |
| Berhampur University                                                                | Indien                         |
| Bhagwant University                                                                 | Indien                         |
| Bharathiar University                                                               | Indien                         |
| Bharathidasan University                                                            | Indien                         |
| Birla Institute of Technology                                                       | Indien                         |
| Birla Institute of Technology and Science, Pilani                                   | Indien                         |
| Bundelkhand University, Jhansi                                                      | Indien                         |
| Career Point University, Kota                                                       | Indien                         |
| Central Agricultural University                                                     | Indien                         |
| Central University of Gujarat                                                       | Indien                         |
| Central University of Kashmir                                                       | Indien                         |
| Central University of Punjab                                                        | Indien                         |
| Central University of Tibetan Studies                                               | Indien                         |
| Chandigarh University                                                               | Indien                         |
| Charotar University of Science and Technology                                       | Indien                         |
| Cochin University of Science and Technology                                         | Indien                         |
| Deenbandhu Chhotu Ram University of Science and Technology                          | Indien                         |
| Dev Sanskriti Vishwavidyalaya                                                       | Indien                         |
| Devi Ahilya Vishwavidyalaya                                                         | Indien                         |
| Dharmsinh Desai University                                                          | Indien                         |
| Dibrugarh University                                                                | Indien                         |
| Doctor D. Y. Patil University                                                       | Indien                         |
| Assam Don Bosco University                                                          | Indien                         |
| Dr. B.R. Ambedkar Open University                                                   | Indien                         |
| Dravidian University                                                                | Indien                         |
| English and Foreign Languages University                                            | Indien                         |
| Fakir Mohan University                                                              | Indien                         |
| Gandhigram Rural University                                                         | Indien                         |
| Ganpat University                                                                   | Indien                         |
| Gauhati University                                                                  | Indien                         |
| GITAM University                                                                    | Indien                         |
| Gujarat Forensic Sciences University                                                | Indien                         |
| Gulbarga University                                                                 | Indien                         |
| Guru Ghasidas Vishwavidyalaya                                                       | Indien                         |
| Guru Gobind Singh Indraprastha University                                           | Indien                         |
| Guru Jambheshwar University of Science and Technology                               | Indien                         |
| Guru Nanak Dev University                                                           | Indien                         |
| Gurukula Kangri Vishwavidyalaya                                                     | Indien                         |
| Hemchandracharya North Gujarat University                                           | Indien                         |
| Himachal Pradesh University                                                         | Indien                         |
| Hindustan Institute of Technology and Science                                       | Indien                         |
| I. K. Gujral Punjab Technical University                                            | Indien                         |
| Indian Institute of Science                                                         | Indien                         |
| Indian Institute of Technology (Indian School of Mines), Dhanbad                    | Indien                         |
| Jai Narain Vyas University                                                          | Indien                         |
| Jamia Hamdard                                                                       | Indien                         |
| Jamia Millia Islamia                                                                | Indien                         |
| Jawaharlal Nehru University                                                         | Indien                         |
| Jayoti Vidyapeeth Women’s University                                                | Indien                         |
| Jharkhand Rai University                                                            | Indien                         |
| JSS University                                                                      | Indien                         |
| Kakatiya University                                                                 | Indien                         |
| Kannur University                                                                   | Indien                         |
| Karnatak University Dharwad                                                         | Indien                         |
| Karnataka State Open University                                                     | Indien                         |
| Kerala University                                                                   | Indien                         |
| KIIT University                                                                     | Indien                         |
| Kurukshetra University                                                              | Indien                         |
| Kuvempu University                                                                  | Indien                         |
| Lala Lajpat Rai University of Veterinary & Animal Sciences                          | Indien                         |
| Lovely Professional University                                                      | Indien                         |
| University of Madras                                                                | Indien                         |
| Madhya Pradesh Bhoj Open University                                                 | Indien                         |
| Madurai Kamaraj University                                                          | Indien                         |
| Maharishi Markandeshwar University: Solan, Sadopur, Mullana                         | Indien                         |
| Maharshi Dayanand Saraswati University                                              | Indien                         |
| Maharshi Dayanand University                                                        | Indien                         |
| Makhanlal Chaturvedi National University of Journalism and Communication            | Indien                         |
| Manipal Academy of Higher Education                                                 | Indien                         |
| Manipur University                                                                  | Indien                         |
| Manonmaniam Sundaranar University                                                   | Indien                         |
| Maulana Azad National Urdu University                                               | Indien                         |
| Mohanlal Sukhadia University                                                        | Indien                         |
| Mother Teresa Women’s University                                                    | Indien                         |
| NALSAR University of Law                                                            | Indien                         |
| National Law University, Delhi                                                      | Indien                         |
| National Law University, Jodhpur                                                    | Indien                         |
| National Law University Odisha                                                      | Indien                         |
| Nirma University                                                                    | Indien                         |
| North Orissa University                                                             | Indien                         |
| North-Eastern Hill University                                                       | Indien                         |
| O. P. Jindal Global University                                                      | Indien                         |
| Osmania University                                                                  | Indien                         |
| Panjab University                                                                   | Indien                         |
| Patna University                                                                    | Indien                         |
| Pondicherry University                                                              | Indien                         |
| Pravara Institute of Medical Sciences                                               | Indien                         |
| Punjabi University                                                                  | Indien                         |
| Rajiv Gandhi National University of Law                                             | Indien                         |
| Rajiv Gandhi University                                                             | Indien                         |
| Rajiv Gandhi University of Health Sciences                                          | Indien                         |
| Rashtrasant Tukadoji Maharaj Nagpur University                                      | Indien                         |
| Sam Higginbottom University of Agriculture, Technology and Sciences                 | Indien                         |
| Sambalpur University                                                                | Indien                         |
| Sanskriti University                                                                | Indien                         |
| Sant Gadge Baba Amravati University                                                 | Indien                         |
| Saurashtra University                                                               | Indien                         |
| School of Planning and Architecture, New Delhi                                      | Indien                         |
| Sharda University                                                                   | Indien                         |
| Shivaji University                                                                  | Indien                         |
| Shoolini University of Biotechnology and Management Sciences                        | Indien                         |
| Shri Mata Vaishno Devi University                                                   | Indien                         |
| Sikkim Manipal University                                                           | Indien                         |
| Solapur University                                                                  | Indien                         |
| South Asian University                                                              | Indien                         |
| Sree Chitra Tirunal Institute for Medical Sciences and Technology                   | Indien                         |
| Sri Krishnadevaraya University                                                      | Indien                         |
| Sri Padmavati Mahila Visvavidyalayam                                                | Indien                         |
| Sri Ramachandra University                                                          | Indien                         |
| SRM Institute of Science and Technology                                             | Indien                         |
| Swami Ramanand Teerth Marathwada University                                         | Indien                         |
| Tamil Nadu Dr. M.G.R. Medical University                                            | Indien                         |
| Tamil Nadu Open University                                                          | Indien                         |
| Tamil Nadu Veterinary and Animal Sciences University                                | Indien                         |
| Tamil University                                                                    | Indien                         |
| Tata Institute of Social Sciences                                                   | Indien                         |
| Tezpur University                                                                   | Indien                         |
| The ICFAI Foundation for Higher Education                                           | Indien                         |
| The ICFAI University Mizoram                                                        | Indien                         |
| The ICFAI University Tripura                                                        | Indien                         |
| The ICFAI University, Dehradun                                                      | Indien                         |
| The ICFAI University, Meghalaya                                                     | Indien                         |
| The ICFAI University, Nagaland                                                      | Indien                         |
| The ICFAI University, Sikkim                                                        | Indien                         |
| The IIS University                                                                  | Indien                         |
| The Northcap University                                                             | Indien                         |
| Tilka Manjhi Bhagalpur University                                                   | Indien                         |
| Tripura University                                                                  | Indien                         |
| University of Calicut                                                               | Indien                         |
| University of Delhi                                                                 | Indien                         |
| University of Engineering & Management (UEM), Jaipur                                | Indien                         |
| University of Hyderabad                                                             | Indien                         |
| University of Jammu                                                                 | Indien                         |
| University of Kerala                                                                | Indien                         |
| University of Madras                                                                | Indien                         |
| University of Mumbai                                                                | Indien                         |
| University of Mysore                                                                | Indien                         |
| University of Science and Technology, Meghalaya                                     | Indien                         |
| Utkal University                                                                    | Indien                         |
| Vels University                                                                     | Indien                         |
| Vel Tech Rangarajan Dr. Sagunthala R&D Institute of Science and Technology          | Indien                         |
| Vidya Pratishthan's College of Engineering, Baramati                                | Indien                         |
| Vinoba Bhave University                                                             | Indien                         |
| Visva-Bharati                                                                       | Indien                         |
| Visvesvaraya Technological University                                               | Indien                         |
| Yashwantrao Chavan Maharashtra Open University                                      | Indien                         |
| Caribbean Maritime Institute                                                        | Jamaika                        |
| The University of the West Indies                                                   | Jamaika                        |
| University of Technology, Jamaica                                                   | Jamaika                        |
| Catholic University of Eastern Africa                                               | Kenia                          |
| Kenyatta University                                                                 | Kenia                          |
| Maseno University                                                                   | Kenia                          |
| Moi University                                                                      | Kenia                          |
| Mount Kenya University                                                              | Kenia                          |
| South Eastern Kenya University                                                      | Kenia                          |
| Strathmore University                                                               | Kenia                          |
| Technical University of Kenya                                                       | Kenia                          |
| Machakos University                                                                 | Kenia                          |
|                                                                                     |                                |
| United States International University – Africa                                     | Kenia                          |
| University of Nairobi                                                               | Kenia                          |
| National University of Lesotho                                                      | Lesotho                        |
| Lilongwe University of Agriculture and Natural Resources                            | Malawi                         |
| Mzuzu University                                                                    | Malawi                         |
| University of Malawi                                                                | Malawi                         |
| Asia e University                                                                   | Malaysia                       |
| Asia Metropolitan University                                                        | Malaysia                       |
| Asia Pacific University of Technology & Innovation                                  | Malaysia                       |
| University of Cyberjaya                                                             | Malaysia                       |
| GlobalNxt University                                                                | Malaysia                       |
| UOW Malaysia KDU University College                                                 | Malaysia                       |
| Limkokwing University of Creative Technology                                        | Malaysia                       |
| Lincoln University College, Malaysia                                                | Malaysia                       |
| Management and Science University                                                   | Malaysia                       |
| Manipal International University                                                    | Malaysia                       |
| North Borneo University College                                                     | Malaysia                       |
| Quest International University Perak                                                | Malaysia                       |
| Raffles University Iskandar                                                         | Malaysia                       |
| Sultan Azlan Shah University                                                        | Malaysia                       |
| National University of Malaysia                                                     | Malaysia                       |
| Universiti Malaysia Sabah                                                           | Malaysia                       |
| Universiti Malaysia Sarawak                                                         | Malaysia                       |
| Universiti Putra Malaysia                                                           | Malaysia                       |
| University of Science, Malaysia                                                     | Malaysia                       |
| Universiti Tenaga Nasional                                                          | Malaysia                       |
| Universiti Tun Abdul Razak                                                          | Malaysia                       |
| Universiti Tunku Abdul Rahman                                                       | Malaysia                       |
| Universiti Utara Malaysia                                                           | Malaysia                       |
| University of Malaya                                                                | Malaysia                       |
| Villa College                                                                       | Malediven                      |
| University of Malta                                                                 | Malta                          |
| Open University of Mauritius                                                        | Mauritius                      |
| University of Mauritius                                                             | Mauritius                      |
| University of Technology Mauritius                                                  | Mauritius                      |
| Eduardo Mondlane University                                                         | Mosambik                       |
| University of Namibia                                                               | Namibia                        |
| Auckland University of Technology                                                   | Neuseeland                     |
| Lincoln University                                                                  | Neuseeland                     |
| Massey University                                                                   | Neuseeland                     |
| University of Auckland                                                              | Neuseeland                     |
| University of Canterbury                                                            | Neuseeland                     |
| University of Otago                                                                 | Neuseeland                     |
| Victoria University of Wellington                                                   | Neuseeland                     |
| Adekunle Ajasin University                                                          | Nigeria                        |
| Afe Babalola University                                                             | Nigeria                        |
| Ahmadu Bello University                                                             | Nigeria                        |
| Bayero University                                                                   | Nigeria                        |
| Covenant University                                                                 | Nigeria                        |
| Delta State University                                                              | Nigeria                        |
| Ebonyi State University                                                             | Nigeria                        |
| Ekiti State University                                                              | Nigeria                        |
| Federal University of Agriculture, Abeokuta                                         | Nigeria                        |
| Federal University of Technology Akure                                              | Nigeria                        |
| Federal University of Technology Minna                                              | Nigeria                        |
| Gombe State University                                                              | Nigeria                        |
| Federal University of Technology, Yola                                              | Nigeria                        |
| Niger Delta University                                                              | Nigeria                        |
| Nnamdi Azikiwe University                                                           | Nigeria                        |
| Redeemer's University                                                               | Nigeria                        |
| Rivers State University                                                             | Nigeria                        |
| University of Benin (Nigeria)                                                       | Nigeria                        |
| University of Calabar                                                               | Nigeria                        |
| University of Ibadan                                                                | Nigeria                        |
| University of Ilorin                                                                | Nigeria                        |
| University of Jos                                                                   | Nigeria                        |
| University of Lagos                                                                 | Nigeria                        |
| University of Maiduguri                                                             | Nigeria                        |
| University of Nigeria                                                               | Nigeria                        |
| University of Port Harcourt                                                         | Nigeria                        |
| Air University                                                                      | Pakistan                       |
| Bahria University                                                                   | Pakistan                       |
| Balochistan University of Information Technology, Engineering & Management Sciences | Pakistan                       |
| Capital University of Science & Technology                                          | Pakistan                       |
| COMSATS Institute of Information Technology                                         | Pakistan                       |
| Fatima Jinnah Women University                                                      | Pakistan                       |
| Greenwich University                                                                | Pakistan                       |
| Institute of Business Administration Karachi                                        | Pakistan                       |
| Institute of Business Management                                                    | Pakistan                       |
| Islamia University Bahawalpur                                                       | Pakistan                       |
| Isra University                                                                     | Pakistan                       |
| Jinnah Sindh Medical University                                                     | Pakistan                       |
| Mehran University of Engineering and Technology                                     | Pakistan                       |
| National Defence University                                                         | Pakistan                       |
| National University of Sciences and Technology                                      | Pakistan                       |
| Pir Mehr Ali Shah Arid Agriculture University                                       | Pakistan                       |
| Riphah International University                                                     | Pakistan                       |
| Shaheed Zulfikar Ali Bhutto Institute of Science and Technology                     | Pakistan                       |
| Sindh Madressatul Islam University                                                  | Pakistan                       |
| Sir Syed University of Engineering and Technology                                   | Pakistan                       |
| University of Engineering and Technology, Lahore                                    | Pakistan                       |
| University of Engineering and Technology, Peshawar                                  | Pakistan                       |
| University of Sindh                                                                 | Pakistan                       |
| University of the Punjab                                                            | Pakistan                       |
| Ziauddin University                                                                 | Pakistan                       |
| Divine Word University                                                              | Papua-Neuguinea                |
| Papua New Guinea University of Technology                                           | Papua-Neuguinea                |
| University of Papua New Guinea                                                      | Papua-Neuguinea                |
| University of Rwanda                                                                | Ruanda                         |
| University of Medicine and Health Sciences                                          | St. Kitts und Nevis            |
| All Saints University School of Medicine                                            | St. Vincent und die Grenadinen |
| Saint James School of Medicine                                                      | St. Vincent und die Grenadinen |
| University of Seychelles                                                            | Seychellen                     |
| University of Sierra Leone                                                          | Sierra Leone                   |
| Nanyang Technological University                                                    | Singapur                       |
| National University of Singapore                                                    | Singapur                       |
| Raffles College of Design and Commerce                                              | Singapur                       |
| Cape Peninsula University of Technology                                             | Südafrika                      |
| Central University of Technology                                                    | Südafrika                      |
| Durban University of Technology                                                     | Südafrika                      |
| Mangosuthu University of Technology                                                 | Südafrika                      |
| Nelson Mandela University                                                           | Südafrika                      |
| North-West University                                                               | Südafrika                      |
| Rhodes University                                                                   | Südafrika                      |
| Sefako Makgatho Health Sciences University                                          | Südafrika                      |
| Sol Plaatje University                                                              | Südafrika                      |
| Stellenbosch University                                                             | Südafrika                      |
| Tshwane University of Technology                                                    | Südafrika                      |
| University of Cape Town                                                             | Südafrika                      |
| University of Johannesburg                                                          | Südafrika                      |
| University of KwaZulu-Natal                                                         | Südafrika                      |
| University of Mpumalanga                                                            | Südafrika                      |
| University of Pretoria                                                              | Südafrika                      |
| University of South Africa                                                          | Südafrika                      |
| University of the Free State                                                        | Südafrika                      |
| University of the Western Cape                                                      | Südafrika                      |
| University of the Witwatersrand                                                     | Südafrika                      |
| University of Limpopo                                                               | Südafrika                      |
| University of Zululand                                                              | Südafrika                      |
| Vaal University of Technology                                                       | Südafrika                      |
| Buddhasravaka Bhiksu University                                                     | Sri Lanka                      |
| Buddhist and Pali University of Sri Lanka                                           | Sri Lanka                      |
| Colombo International Nautical and Engineering College                              | Sri Lanka                      |
| Eastern University, Sri Lanka                                                       | Sri Lanka                      |
| General Sir John Kotelawala Defence University                                      | Sri Lanka                      |
| Horizon Campus                                                                      | Sri Lanka                      |
| International Institute of Health Sciences                                          | Sri Lanka                      |
| NSBM Green University                                                               | Sri Lanka                      |
| Open University of Sri Lanka                                                        | Sri Lanka                      |
| Rajarata University of Sri Lanka                                                    | Sri Lanka                      |
| Sabaragamuwa University of Sri Lanka                                                | Sri Lanka                      |
| South Eastern University of Sri Lanka                                               | Sri Lanka                      |
| Sri Lanka Institute of Information Technology                                       | Sri Lanka                      |
| University of Colombo                                                               | Sri Lanka                      |
| University of Jaffna                                                                | Sri Lanka                      |
| University of Kelaniya                                                              | Sri Lanka                      |
| University of Moratuwa                                                              | Sri Lanka                      |
| University of Peradeniya                                                            | Sri Lanka                      |
| University of Ruhuna                                                                | Sri Lanka                      |
| University of Sri Jayewardenepura                                                   | Sri Lanka                      |
| University of the Visual and Performing Arts                                        | Sri Lanka                      |
| University of Vocational Technology                                                 | Sri Lanka                      |
| Uva Wellassa University                                                             | Sri Lanka                      |
| Wayamba University of Sri Lanka                                                     | Sri Lanka                      |
| Ardhi University                                                                    | Tansania                       |
| Muhimbili University of Health and Allied Sciences                                  | Tansania                       |
| Mzumbe University                                                                   | Tansania                       |
| Open University of Tanzania                                                         | Tansania                       |
| Sokoine University of Agriculture                                                   | Tansania                       |
| St. John’s University of Tanzania                                                   | Tansania                       |
| St. Augustine University of Tanzania                                                | Tansania                       |
| The State University of Zanzibar                                                    | Tansania                       |
| University of Dar es Salaam                                                         | Tansania                       |
| Zanzibar University                                                                 | Tansania                       |
| University of Trinidad and Tobago                                                   | Trinidad und Tobago            |
| Bugema University                                                                   | Uganda                         |
| ISBAT University                                                                    | Uganda                         |
| Islamic University in Uganda                                                        | Uganda                         |
| Kampala International University                                                    | Uganda                         |
| Kyambogo University                                                                 | Uganda                         |
| Makerere University                                                                 | Uganda                         |
| Mbarara University of Science and Technology                                        | Uganda                         |
| Uganda Christian University                                                         | Uganda                         |
| Uganda Martyrs University                                                           | Uganda                         |
| Bath Spa University                                                                 | Vereinigtes Königreich         |
| Birkbeck, University of London                                                      | Vereinigtes Königreich         |
| Birmingham City University                                                          | Vereinigtes Königreich         |
| Bournemouth University                                                              | Vereinigtes Königreich         |
| Brunel University London                                                            | Vereinigtes Königreich         |
| Buckinghamshire New University                                                      | Vereinigtes Königreich         |
| Canterbury Christ Church University                                                 | Vereinigtes Königreich         |
| Cardiff Metropolitan University                                                     | Vereinigtes Königreich         |
| Cardiff University                                                                  | Vereinigtes Königreich         |
| City, University of London                                                          | Vereinigtes Königreich         |
| Coventry University                                                                 | Vereinigtes Königreich         |
| Cranfield University                                                                | Vereinigtes Königreich         |
| Durham University                                                                   | Vereinigtes Königreich         |
| Edge Hill University                                                                | Vereinigtes Königreich         |
| Edinburgh Napier University                                                         | Vereinigtes Königreich         |
| Glasgow Caledonian University                                                       | Vereinigtes Königreich         |
| Heriot-Watt University                                                              | Vereinigtes Königreich         |
| Keele University                                                                    | Vereinigtes Königreich         |
| King’s College London                                                               | Vereinigtes Königreich         |
| Kingston University                                                                 | Vereinigtes Königreich         |
| Lancaster University                                                                | Vereinigtes Königreich         |
| Liverpool Hope University                                                           | Vereinigtes Königreich         |
| Liverpool John Moores University                                                    | Vereinigtes Königreich         |
| London School of Business and Management                                            | Vereinigtes Königreich         |
| London South Bank University                                                        | Vereinigtes Königreich         |
| Middlesex University                                                                | Vereinigtes Königreich         |
| Newcastle University                                                                | Vereinigtes Königreich         |
| Northumbria University                                                              | Vereinigtes Königreich         |
| Oxford Brookes University                                                           | Vereinigtes Königreich         |
| Plymouth University                                                                 | Vereinigtes Königreich         |
| Queen’s University Belfast                                                          | Vereinigtes Königreich         |
| Royal Academy of Music                                                              | Vereinigtes Königreich         |
| Royal Central School of Speech and Drama                                            | Vereinigtes Königreich         |
| School of Advanced Study, University of London                                      | Vereinigtes Königreich         |
| School of Oriental and African Studies                                              | Vereinigtes Königreich         |
| Sheffield Hallam University                                                         | Vereinigtes Königreich         |
| Staffordshire University                                                            | Vereinigtes Königreich         |
| Swansea University                                                                  | Vereinigtes Königreich         |
| Courtauld Institute of Art                                                          | Vereinigtes Königreich         |
| The Institute of Cancer Research                                                    | Vereinigtes Königreich         |
| The Open University                                                                 | Vereinigtes Königreich         |
| The University of Manchester                                                        | Vereinigtes Königreich         |
| The University of Northampton                                                       | Vereinigtes Königreich         |
| Ulster University                                                                   | Vereinigtes Königreich         |
| University College Birmingham                                                       | Vereinigtes Königreich         |
| University College London                                                           | Vereinigtes Königreich         |
| University of Bath                                                                  | Vereinigtes Königreich         |
| University of Birmingham                                                            | Vereinigtes Königreich         |
| University of Bristol                                                               | Vereinigtes Königreich         |
| University of Cambridge                                                             | Vereinigtes Königreich         |
| University of Chester                                                               | Vereinigtes Königreich         |
| University of Edinburgh                                                             | Vereinigtes Königreich         |
| University of Exeter                                                                | Vereinigtes Königreich         |
| University of Glasgow                                                               | Vereinigtes Königreich         |
| University of Greenwich                                                             | Vereinigtes Königreich         |
| University of Hull                                                                  | Vereinigtes Königreich         |
| University of Kent                                                                  | Vereinigtes Königreich         |
| University of Leeds                                                                 | Vereinigtes Königreich         |
| University of Leicester                                                             | Vereinigtes Königreich         |
| University of Lincoln                                                               | Vereinigtes Königreich         |
| University of London                                                                | Vereinigtes Königreich         |
| University of Nottingham                                                            | Vereinigtes Königreich         |
| University of Oxford                                                                | Vereinigtes Königreich         |
| University of Reading                                                               | Vereinigtes Königreich         |
| University of Roehampton                                                            | Vereinigtes Königreich         |
| University of Salford                                                               | Vereinigtes Königreich         |
| University of Sheffield                                                             | Vereinigtes Königreich         |
| University of Southampton                                                           | Vereinigtes Königreich         |
| University of Stirling                                                              | Vereinigtes Königreich         |
| University of Strathclyde                                                           | Vereinigtes Königreich         |
| University of Sunderland                                                            | Vereinigtes Königreich         |
| University of Surrey                                                                | Vereinigtes Königreich         |
| University of Sussex                                                                | Vereinigtes Königreich         |
| University of the Highlands and Islands                                             | Vereinigtes Königreich         |
| University of the West of England                                                   | Vereinigtes Königreich         |
| University of the West of Scotland                                                  | Vereinigtes Königreich         |
| University of Wales                                                                 | Vereinigtes Königreich         |
| University of Warwick                                                               | Vereinigtes Königreich         |
| University of West London                                                           | Vereinigtes Königreich         |
| University of Winchester                                                            | Vereinigtes Königreich         |
| University of Wolverhampton                                                         | Vereinigtes Königreich         |
| University of Worcester                                                             | Vereinigtes Königreich         |
| University of York                                                                  | Vereinigtes Königreich         |
| York St John University                                                             | Vereinigtes Königreich         |
| Copperbelt University                                                               | Sambia                         |
| University of Lusaka                                                                | Sambia                         |
| University of Zambia                                                                | Sambia                         |
| Zambian Open University                                                             | Sambia                         |
| Africa University                                                                   | Simbabwe                       |
| Bindura University of Science Education                                             | Simbabwe                       |
| Midlands State University                                                           | Simbabwe                       |
| National University of Science and Technology                                       | Simbabwe                       |
| Zimbabwe Open University                                                            | Simbabwe                       |